# Richmond Boakye
Richmond Yiadom Boakye (ur. 28 stycznia 1993 w Agogo) – ghański piłkarz występujący na pozycji napastnika. 

## Kariera
W swojej karierze grał m.in. w takich zespołach, jak Genoa CFC, Sassuolo, Juventus F.C., Elche CF oraz Roda JC. Od 2012 roku reprezentant Ghany.

## Sukcesy
- Mistrzostwo Serbii (3): 2018, 2019, 2020 z FK Crveną zvezdą